# Distretto di Xiacheng
Il distretto di Xiacheng (下城区S, XiachengP) è un distretto della Cina, situato nella provincia dello Zhejiang.